# Gotthard Franz
Gotthard Franz (* 29. Januar 1904 in Löbau, Sachsen; † 20. Dezember 1991 in Karlsruhe, Baden-Württemberg) war ein deutscher Bauingenieur sowie Hochschullehrer.

## Leben
Gotthard Franz, Sohn des Oberstudienrats Oskar Franz und der Charlotte geborene Francke, widmete sich nach abgelegtem Abitur einem Studium des Bauingenieurwesens an der TH Dresden, das er 1928 mit dem Erwerb des akademischen Grades eines Dipl.-Ing. abschloss. Es folgte eine dreijährige Assistenzzeit und die Promotion bei Kurt Beyer. 1934 begann er seine berufliche Laufbahn bei Wayss & Freytag, für die er insgesamt 21 Jahre tätig war. Franz wies 1938 die Stabilität der Brückenträger der Überführung Weg Hesseler beim seitlichen Verschieben nach und zeichnete 1954 unter anderem verantwortlich für den Entwurf der zwischen Dillingen, Saarlouis und Wallerfangen befindlichen Saarbrücke Dillingen.
1955 folgte Gotthard Franz dem Ruf auf die Professur und die Leitung des Instituts für Beton- und Stahlbetonbau an die Technische Hochschule Karlsruhie, 1970 folgte seine Emeritierung. Franz – er veröffentlichte wissenschaftliche Beiträge zu seinen Fachgebieten Beton, Stahlbeton und Spannbeton – wurde 1928 mit der Engels-Denkmünze der TH Dresden, 1975 mit einem Ehrendoktorat der TU Braunschweig und der Medaille für besondere Verdienste um die Universität Karlsruhe ausgezeichnet. Gotthard Franz, der 1934 Gertraude geborene Freiesleben ehelichte, verstarb 1991 fünf Wochen vor Vollendung seines 88. Lebensjahres in Karlsruhe. Zwei Jahre nach seinem Tod wurde eine Seitenstraße der Parkstraße im Karlsruher Stadtteil Oststadt nach ihm in Gotthard-Franz-Straße benannt.
1969 bis 1990 gab er den Beton-Kalender heraus.

## Publikationen (Auswahl)
- Konstruktionslehre des Stahlbetons. Springer-Verlag, Berlin 1963.
  - Band 1: Grundlagen und Bauelemente. Baustoffe. Ausgabe 4, Springer-Verlag, Berlin 1980, ISBN 3-540-09821-6.
  - Band 2: Tragwerke. Teil A Typische Tragwerke. Springer-Verlag, Berlin 1988, ISBN 0-387-16861-3.
- mit Heinrich Brenker: Verformungsversuche an Stahlbetonbalken mit hochfestem Bewehrungsstahl. Bericht in: Band 188 von Schriftenreihe des Deutschen Ausschusses für Stahlbeton. Ernst & Sohn, Berlin 1967.
- mit Helmut Wascheidt, Hans-Dieter Fein: Dauerschwingfestigkeit von Betonstählen im einbetonierten Zustand. Betongelenke unter wiederholten Gelenkverdrehungen. Versuchsberichte und Bemessungsvorschlag für Stahlbetongelenke mit Gelenkeinsatzkörper. W. Ernst, Berlin 1968, OCLC 311232870.
- Das Rechnen mit unstetigen Funktionen in der Baustatik. W. Ernst, Berlin 1972, ISBN 3-433-00588-5.
- Die Bauelemente Und Ihre Bemessung. Ausgabe 4, Springer-Verlag, Berlin 1983, ISBN 3-540-12191-9.